# Acarina (czasopismo)
Acarina – recenzowane czasopismo naukowe, publikujące w dziedzinie akarologii.
Czasopismo wydawane jest od 1993 roku w imieniu Muzeum Zoologicznego Uniwersytetu Moskiewskiego. Ukazuje się mniej więcej raz do roku, a językiem pisma jest angielski. Tematyką obejmuje wszystkie działy akarologii, w tym systematykę, analizy filogenetyczne i genetyczne, dynamikę populacji i procesy ewolucyjne, biologię rozwoju i nowe metody badawcze. Pismo indeksowane jest przez Scopus.
Redaktorami pisma są Olga V. Voltzit, Paweł B. Klimow i Siergiej W. Mironow.